# Maslinasti tinamu
Maslinasti tinamu (lat. Tinamus major) je vrsta ptice iz roda Tinamus iz reda tinamuovki. Živi u Srednjoj i Južnoj Americi. 

## Opis
Dug je oko 44 centimetra, a težak je otprilike 1,1 kilogram. Veličinom i oblikom nalikuje malom puranu. Boja mu varira od svijetle do tamne maslinasto-smeđe boje, s bjelkastim grlom i trbuhom, crnim bokovima i cimetastim repom. Noge su plavkasto-sive boje. Sve ove boje omogućuju mu da bude dobro kamufliran u donjem katu prašume.

## Podvrste
Veliki tinamu ima dvanaest podvrsta, koje se uglavnom razlikuju po boji. To su:
- T. m. percautus živi u jugoistočnom Meksiku (poluotok Yucatán), Belize, i departmanu Petén u Gvatemali
- T. m. robustus živi u nizinama jugoistočnog Meksika, Gvatemale, i sjeverne Nikaragve.
- T. m. fuscipennis živi u sjevernoj Nikaragvi, Kostariki, i zapadnoj Panami.
- T. m. castaneiceps živi u jugozapadnoj Kostariki i zapadnoj Panami.
- T. m. brunniventris živi na jugu središnje Paname.
- T. m. saturatus živi na pacifičkoj padini istočne Paname i sjeverozapadne Kolumbije.
- T. m. latifrons žiiv u jugozapadnoj Kolumbiji i zapadnom Ekvadoru.
- T. m. zuliensis živi u sjeveroistočnoj Kolumbiji i sjeveroistočnoj Venecueli.
- T. m. major živi u istočnoj Venecueli, Gvajani, Surinamu, Francuskoj Gvajani i sjeveroistočnom Brazilu.
- T. m. olivascens živi u Brazilskoj Amazoniji.
- T. m. peruvianus živi u jugoistočnoj Kolumbiji, istočnom Ekvadoru, istočnoj Boliviji, zapadnom Brazilu i istočnom Peruu.
- T. m. serratus živi u južnoj Venecueli i sjeverozapadnom Brazilu.

## Vanjske poveznice
|  | Zajednički poslužitelj ima stranicu o temi Tinamus major    |
|  | Zajednički poslužitelj ima još gradiva o temi Tinamus major |
|  | Wikivrste imaju podatke o taksonu Tinamus major             |